# エドワード・ケアード

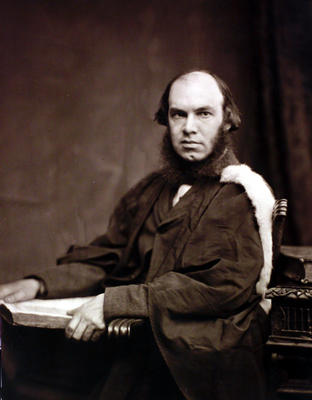
エドワード・ケアード

エドワード・ケアード（Edward Caird, 1835年3月22日 - 1908年11月1日）は、イギリス・スコットランドの哲学者。神学者。イギリスにおけるヘーゲル主義者(観念論哲学)としてしられ、イギリス哲学の伝統といえる経験論に対向していった。当時、兄のジョン・ケアードと共にイギリスにおける観念論哲学研究の中心的な人物であった。

## 生涯
兄と同じくスコットランド中部・グリーノックの生まれ。グラスゴー大学とオックスフォード大学ベリオール・カレッジで学ぶ。学士号授与試験では首席を取った。1864年から1866年までオックスフォードのメルトン・カレッジの講師に就いた。1866年にはグラスゴー大学の道徳哲学の教授に就任する。1893年、ベンジャミン・ジョウェット（当時のプラトニズム研究の第一人者）の後継として、オックスフォード大学教授に就任する。また、修士号を手にする。トーマス・ヒル・グリーンらと共に新ヘーゲル主義の代表的な人物になった。弟子たちを通じて、イギリスの哲学・神学に大きな影響を与えた。健康上の理由により1904年に講壇から去り、1906年には引退し、ジェームズ・リー・ストラッチャン・デビッドソンに受け継がれた。1892年にD.C.L.（古典文学博士）の名誉学位を受け取る。英国学士院とフランス学士院（政治学・道徳学）のメンバーでもあった。

## 著作
- カントの哲学（1878年）
- カントの批判哲学（1889年）
- ヘーゲル（1887年）
- コントの宗教と社会哲学（1885年）
- 哲学と文学のエッセー集（1892年）
- 宗教の発展（ギフォード講義の講演録、1891年-1892年）
- ギリシア哲学者の神学の発展（1904年）

他、百科事典のデカルト主義についての項目を執筆していた。